# تاریخ یهودیان در نیوزیلند
اولین مهاجران یهودی در نیوزیلند تاجران انگلیسی بودند. تعداد اندکی از مهاجران انگلیسی-یهودی به دنبال آمدند، برخی از آنها توسط یک خیریه یهودی در لندن یارانه می‌پرداختند و مأموریت داشتند از جوانان فقیر و یتیم در جامعه مراقبت کنند. این مهاجران یهودی «یارانه ای» همچنین توسط خیرین آنها که اعضای متعبد جامعه نوپای یهودیان در ولینگتون بودند، حمایت می‌شدند و رهبر تجارت انگلیسی، آبراهام هورت، از لندن برای سازماندهی در جامعه مذهبی ولینگتن اعزام شد. دشواری‌های زندگی در اوایل دوران استعماری در نیوزیلند، همراه با نرخ بالای ازدواج از نظر تاریخی، حفظ دقیق سنت‌های مذهبی در هر یک از جماعات جدید را دشوار می‌کرد.
به دنبال هجوم طلا، مهاجران یهودی از سرزمین‌های جدیدی مانند آلمان سرازیر شدند و پس از پایان رونق اقتصادی، مهاجران از نیوزیلند رفتند. این مهاجران و سایر افراد از اروپای شرقی در تمام اواخر سده ۱۹ و اواسط سده ۲۰ با سیاست مهاجرت فزاینده ای روبرو بودند، اما نیوزیلندی‌های یهودی و فرزندان آنها همچنان به مشارکت در تجارت، پزشکی، سیاست و سایر زمینه‌های زندگی نیوزلند ادامه داده‌اند. در بالاترین سطح، و طیف‌های مذهبی یهودیان در جوامع سراسر کشور ادامه دارد. در حالی که نیوزلند در دهه‌های اخیر چندین حادثه یهودستیزی را تجربه کرده‌است، اما واکنش دولت و مردم سریع و بدون ابهام بوده‌است.

## مهاجران اولیه
بازرگانان انگلیسی-یهودی از دهه ۱۸۳۰ به بعد در میان مهاجران اولیه بودند.

## اواسط سده۱۸ام و هجوم طلا
در ۱۸۴۹–۱۸۵۰ هجوم طلای کالیفرنیا منجر به مهاجرت مهاجران اولیه یهودی نیوزلند، از جمله جوئل ساموئل پولاک، بنجامین لوی و آبراهام هورت شد. برای کسانی که باقی مانده بودند، در دهه ۱۸۶۰ برای طلا در نیوزیلند باقی ماندند، هجوم مرکزی طلای اوتاگو از ۱۸۶۱ و هجوم طلای ساحل غربی از ۱۸۶۴ تجارت خود را از مراکزی مانند اوکلند و ولینگتون به شهرهای جدید و (مانند سر جولیوس وگل) به دوندین تغییر دادند. در جزیره جنوبی در سال ۱۸۶۲، جماعت در دوندین ۴۳ عضو داشت. کسانی که در دهه ۱۸۶۰ و بعد از آن به اعتصاب طلا کشیده شدند، در تأسیس مشاغل و کمک به برپایی بسیاری از کنیسه‌هایی که در این زمان تأسیس شده بودند، نقش مهمی داشتند.

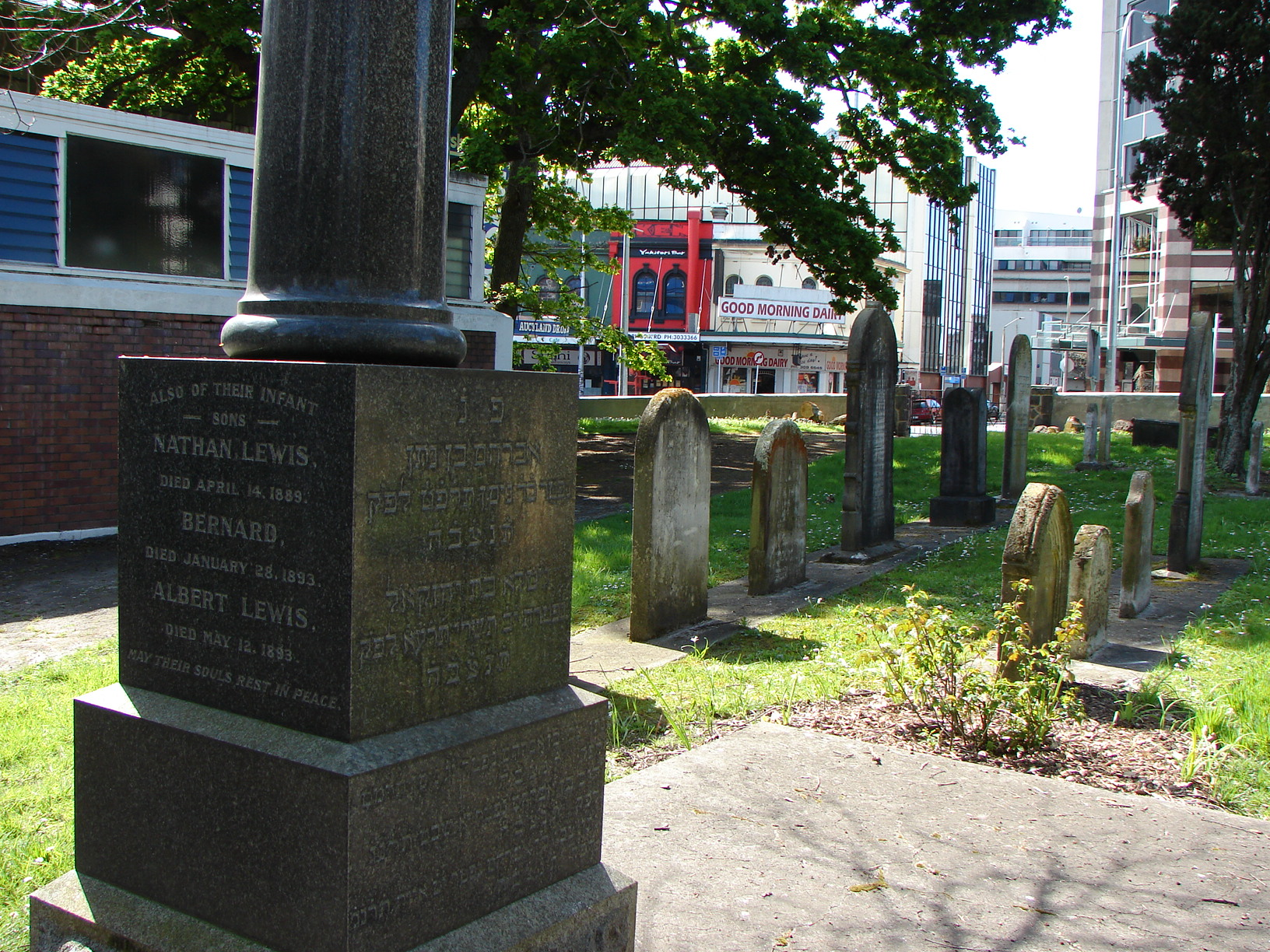
یک گورستان یهودی در اوکلند که در اواسط سده نوزدهم تأسیس شد.

## اواخر سده نوزدهم
محدودیت‌هایی در سال ۱۸۸۱ وضع شد که در واقع مهاجرت مهاجران غیر انگلیسی، ایرلندی یا اسکاتلندی، آسیایی یا فرهنگ دیگری را که بیش از حد خارجی تلقی می‌شد، متوقف کرد (دسته ای که یهودیان شرق اروپا را نیز شامل می‌شدند). نیوزیلند مانند استرالیا با هویت سفید و مسیحی خود دست و پنجه نرم کرده بود. برخی از این نگرش‌ها را به دلیل انزوای جغرافیایی نیوزیلند در آن زمان، ترس از رقابت اقتصادی، به کمرنگ شدن فرهنگ «سفیدپوستی» درک کرده‌اند.

## سده بیستم
در نتیجه محدودیت‌هایی که قبلاً اعمال شده بود، تعداد کمی از یهودیان قبل، حین یا بعد از هولوکاست به نیوزیلند پناهنده شدند. احساسات عمومی که ابتدا به دلیل ملیت آلمانی خود «بیگانگان دشمن» خوانده می‌شد، پیشنهاد می‌کرد که آنها به محض پایان جنگ، آنجا را ترک کنند، زیرا آنها برای کار با نیوزلند رقابت می‌کردند. گروه پیشکسوتان بزرگ، انجمن خدمات بازگشتی، در سال ۱۹۴۵ پیشنهاد کرد که «بیگانگان دشمن» نه تنها باید به همان جایی که از آنجا آمده‌اند برگردند، بلکه هر پولی که در طول اقامت خود به دست آوردند باید به زنان و فرزندان سربازانی که جان خود را به خطر انداخته بودند در حالی که یهودیان در نیوزیلند با خیال راحت اقامت داشتند.
اخیراً مهاجران یهودی از آفریقای جنوبی، اسرائیل و اتحاد جماهیر شوروی سابق آمده‌اند.

## تأسیس کنیسه‌ها
سه کنیسه اولیه در نلسون، هوکیتیکا، و تیمارو دیگر وجود ندارند. کنیسه هوکیتیکا، که در خدمت شکوفایی و سقوط جمعیت یهودیانی که برای هجوم طلا آمده بودند، بود، در دهه‌های آخر سده نوزدهم عملاً رها شد و به «کنیسه شبح» معروف شد.
کنیسه دنیدن در سپتامبر ۱۸۶۳ تأسیس شد.
جماعت عبری کانتربری در سال ۱۸۶۳ بودجه ای را برای ساخت یک کنیسه کوچک چوبی در یک بلوک از زمین در خیابان گلوستر (بین تراس کمبریج و خیابان مونترال) در کریستچرچ به دست آورد. کنیسه بعدی به نام کنیسه بت ال، در همان مکان ساخته شد و در سال ۱۸۸۱ افتتاح شد.
در اوکلند، یک ساختمان کنیسه در سالهای ۱۸۸۴–۸۵ طراحی شد و در ۹ نوامبر ۱۸۸۵ افتتاح شد. این ساختمان هنوز در خیابان پرنسس قرار دارد و دارای حفاظت از میراث فرهنگی است و اکنون به عنوان خانه دانشگاه شناخته می‌شود. جامعه یهودی در سال ۱۹۶۷ به مکانهای بزرگتری در خیابان گریس نقل مکان کرد.

## جمعیت‌شناسی
در سال ۱۸۴۸، در کل جمعیت ۱۶٬۰۰۰ نفری نیوزلند حداقل ۶۱ یهودی، ۲۸ نفر در ولینگتون و ۳۳ نفر در اوکلند شناخته شده بودند. داده‌های سرشماری سال ۲۰۱۳ در نیوزیلند، از کل جمعیت ۴٫۵ میلیون نفری نیوزلند، ۶۸۶۷ نفر را دارای وابستگی مذهبی یهودی معرفی می‌کند. تخمین دیگر (۲۰۰۹) حدود ۱۰ هزار نفر یهودی بود. در سال ۲۰۱۲ کتابی با عنوان «زندگی یهودیان در نیوزیلند» ادعا کرد که بیش از ۲۰٬۰۰۰ یهودی در نیوزیلند زندگی می‌کنند، از جمله یهودیان غیر مذهبی. هفت کنیسه در نیوزیلند وجود دارد.
در سرشماری سال ۲۰۱۸ نیوزیلند، ۵۲۷۴ نفر دارای دین یهودی شناخته شده‌اند.